# Флеш Гордон (фільм, 1974)
«Флеш Гордон» (англ. Flesh Gordon) — американський комедійний художній фільм про супергероїв 1974 року, створений як пародія на перші (з трьох) серіалів Universal Pictures «Флеша Гордона» 1930-х років. Продюсерами фільму стали Волтер Р. Січі, Білл Оско та Говард Зім. Його спільно поставили Зім і Майкл Бенвеніст, який також написав сценарій. До акторського складу увійшли Грегорі Локвіст, Сюзанна Філдс, Джон Гойт і Вільям Денніс Гант. Його розповсюджувала компанія Mammoth Films.
Сюжет нагадує перший серіал «Флеш Гордон» студії Universal Pictures «Флеш Гордон» (1936), але написаний і зрежисований із навмисним присмаком для дорослих. Планета Порно (в серіалі: Монго) і головні персонажі є навідними інсинуаціями: герой Флеш Гордон (ім'я Флеш — співзвучне зі сленговим словом «стояк»); його любовний інтерес Дейл Ардор («запальна» — Дейл Арден); злий імператор Ван Збочений (Мін Безжальний); вчений доктор Флексі Джеркофф (д-р Алексі Зарков); зваблива Амора, королева магії (донька Мінга Аура); і веселий Принц Коханий (Принц Барін). У фільмі виробничі якості, які можна порівняти з оригінальним серіалом, але з анімацією істот, частим використанням безпідставної наготи та короткими сценами сексу.

## Сюжет
Поважний професор Гордон пояснює, що Землю мучать періодичні «сексуальні промені», які вганяють людей у сексуальне шаленство. Коли один з променів потрапляє в пасажирський літак, в якому летять Флеш Гордон і Дейл Ардор, пілоти залишають керування, і всі на борту займаються маніакальним сексом. Зрозумівши, що ніхто не керує літаком, Флеш тимчасово виходить з-під впливу променя і намагається керувати транспортним засобом, але безрезультатно. Не бачачи іншого виходу, він стрибає з парашутом і разом з Дейлом рятується від неминучої катастрофи. Вони приземляються біля майстерні доктора Флексі Джеркоффа, який має план, як зупинити статеві промені в їхньому джерелі.
Вони вирушають на планету Порно на борту фалічного космічного корабля Джеркоффа, і їх ненадовго вражає секс-промінь, що призводить до несамовитої оргії втрьох. Після того, як їх збивають поплічники імператора Вана, герої вимушено приземляються. Вони тікають від переслідувачів і заходять до сусідньої печери, де на них нападають кілька однооких пенізаврів. Солдати Вана вбивають цих істот, а землян беруть у полон. Їх приводять до Вана, який головує на сексуальній оргії, що складається з більш ніж десятка чоловіків і жінок. Джеркофа відправляють працювати в лабораторію палацу, а Ван оголошує про свій намір одружитися з Дейл. Флеш засуджують до смертної кари, але від страти його рятує королева Амора, яка робить його своїм сексуальним рабом. Для цього Амора забирає Флеша на свій корабель, який відпливає до зірок, вона гіпнотизує його, і вони кохаються.
Розлючений її непокірністю, Ван збиває корабель Амори, і єдиною вцілілою людиною лишається Флеш. Джеркофф тікає з палацу і возз'єднується з Флешем, і вони відновлюють свої зусилля, щоб перемогти імператора Вана. Щоб допомогти їм у цьому, дух Амори дає їм свої «енергетичні чебуреки», які виявляються потужною зброєю проти солдатів Порно. Героям вдається перервати весілля Вана і Дейл до його повного завершення, і починається бій. Під час неї Дейл викрадають амазонк-лесбійки. Їхній лідерка, вожачка Неллі, намагається посвятити Дейл у свій культ войовничого сексу. Флеш і Джеркофф рятують її, несподівано отримавши допомогу від принца Коханого з Лісового королівства.
За допомогою свого нового союзника Джеркофф створює зброю для знищення статевого променя. Під час місії вони стикаються з Ваном і обманом змушують його «роботів-ґвалтівників» повернутися проти нього. Однак Вану вдається втекти, звернувшись по допомогу до височенного ідола Великого Бога Порно. Порно оживає і захоплює Дейл, коментуючи їхню втечу, як пересичений гіпстер. Застреливши живого ідола, Джеркофф звільняє Дейл і змушує бога впасти на Вана. Падіння знищує сексуальний промінь і вбиває їх обох. Флеш, Дейл і Джеркофф прославляються як герої планети Порно, дякують Принцу Коханому (справжньому спадкоємцю планети Порно) і повертаються на Землю.

## Акторський склад
- Джейсон Вільямс — Флеш Гордон
- Сюзанна Філдс — Дейл Ардор
- Джозеф Гадґінс — доктор Флексі Джеркофф
- Вільям Денніс Гант — імператор Ван Збочений
- Джон Гойт — професор Гордон
- Кенді Сімплес — шеф Неллі
- Майкл Бренді — принц Коханий
- Нора Вітернік — Амора, королева магії
- Ленс Ларсен — охоронець імператора Вана
- Роберт В. Грін (голос) як оповідач
- Крейг Т. Нельсон (голос не вказаний) у ролі Великого Бога Порно

## Виробництво
«Флеш Гордон» був знятий 1971 року, і, за словами продюсера Білла Оско, його створення коштувало 470 000 доларів. Osco мав намір вимагати від великого дистриб'ютора аванс у розмірі 1 мільйона доларів, щоб забезпечити права на випуск в США.
Спочатку фільму було присвоєно рейтинг MPAA X, але потім був перемонтований, отримавши перекласифікований рейтинг R. Початкова тривалість становила 78 хвилин, але пізніший, нерейтинговий відеореліз «колекційного видання» триває 90 хвилин.
«Флеш Гордон» мав художників зі спецефектів, які згодом здобули голлівудську славу, зокрема Майка Майнора, Грега Джейна та Ріка Бейкера. Над фільмом також працювали відомі майстри ефектів Джим Денфорт (зазначений у титрах як Мій Трофнад) і Дейв Аллен. Низькобюджетні спецефекти були досягнуті за допомогою старомодних прийомів: наприклад, модель палацу Вана була створена з використанням повсякденних предметів, таких як склянки для напоїв, і була розроблена, щоб нагадувати обсерваторію Гріффіта, тому справжні кадри, зняті біля основи обсерваторії можна легко інтегрувати в сцени.
Лос-Анджелесська фанатка і сценаристка «Зоряного шляху» Бджо Трімбл у фільмі «Флеш Гордон» була візажисткою; вона описала цей досвід у своїй книзі «На доброму кораблі „Ентерпрайз“: Мої 15 років із „Зоряним шляхом“». Інші шанувальники наукової фантастики з Лос-Анджелеса іноді працювали над фільмом на різних посадах, у тому числі художник наукової фантастики та фентезі Джордж Барр, який проілюстрував афішу для кінотеатрів, та Корнеліуса Коула ІІІ, який анімував заставку до перших титрів. Давній шанувальник і письменник наукової фантастики та фентезі Том Ремі працював у художньому відділі як майстер виробництва. Він відшукав багато використаних на екрані реквізитів, у тому числі автентичні повнорозмірні плетені пасажирські сидіння Ford Trimotor (які відповідають мініатюрі літака Tri-Motor із фільму), використані в ранній сцені.
Висока істота спочатку не була призначена для розмови, але виявилася настільки виразною, що діалог було дубльовано відповідно до рухів її рота. У цьому діалозі його називали Великим Богом Порно, а група спецефектів назвала його Несуахірра, данину пам'яті майстру стоп-моушн-анімації Рею Гаррігаузену, написавши його ім'я задом наперед.
За аудіокоментарем Ziehm на DVD, фільм був знятий з використанням сцен жорсткої гетеросексуальної порнографії. Вони були вирізані після того, як Зім отримав юридичні проблеми: виробництво порнографії в Лос-Анджелесі в той час юридично розглядалося як потурання. Відео з х-рейтингом було передано поліції Лос-Анджелеса. Хоча деякі відверті кадри можна коротко побачити під час сцен оргії Ванга в тронному залі, відео «колекційного видання», позначене як «оригінальна версія без цензури», не є більш відвертим, ніж будь-який із попередніх випусків відео.
Крім того, за аудіокоментарем Ziehm на DVD, Universal Studios планувала подати до суду на Graffiti Productions через те, що перша частина «Флеша Гордона» була надто схожою на першу главу серіалу «Флеш Гордон» Universal Studios 1936 року, що межувало з плагіатом. Щоб уникнути судового позову, Зім додав сувій початкового тексту, у якому говорилося, що «Флеш Гордон» — це пародія в стилі бурлеск на супергероїв епохи депресії минулого Америки; до всіх рекламних матеріалів він також додав «Не плутати з оригінальним „Флеш Гордон“».

## Відгуки
Вівіан Собчак прокоментувала, що «Флеш Гордон» — це «фільм для скін-фільму, весело сформований навколо серіалів про Флеша Гордона, який повністю й з любов'ю усвідомлює жанрові конвенції від спецефектів до діалогів».
Вінсент Кенбі з The New York Times писав: «Дотепність фільму перейшла у фізичне виробництво […] Акторська гра широка, що, можливо, так і має бути, хоча вона швидко стає одноманітною, якщо тільки ви не маєте високої толерантності до сучасного табору». Variety була більш гострою у своїй рецензії: «„Легковажність“ — це слово для цієї жорствої пародії науково-фантастичних серіалів 1930-х років. Намагаючись поєднати сексуальність і низький табір, pic постає як дорогий на вигляд міш — суміш очевидної подвійності, ідіотських характеристик і нудних ситуацій».
Фільм був номінований на премію Г'юго 1975 року за найкращу драматичну презентацію (єдина інді-продукція, номінована того року), але програв «Молодому Франкенштейну» Мела Брукса.
На Rotten Tomatoes фільм отримав рейтинг 67 % на основі відгуків 6 критиків.

## Спадщина
1990 року вийшов сиквел «Флеш Гордон зустрічає космічних вболівальників».
1992 року був опублікований чотиривипускний комікс, написаний Деніелом Вілсоном і виданий Aircel Comics.
Відомий «Flesh Gordon» був стриптиз-клубом, який діяв у Лондоні, Онтаріо. Клуб був закритий у 2015 році після того, як уряд провінції відкликав його ліцензію на продаж алкогольних напоїв через зв'язок власника з Пекельними янголами.